# Аув-бай-Прюм
Аув-бай-Прюм (нім. Auw bei Prüm) — громада в Німеччині, розташована в землі Рейнланд-Пфальц. Входить до складу району Бітбург-Прюм. Складова частина об'єднання громад Прюм.
Площа — 22,11 км2. Населення становить 632 ос. (станом на 31 грудня 2020).